# Dicranum papillidens
Dicranum papillidens là một loài rêu trong họ Dicranaceae. Loài này được Broth. mô tả khoa học đầu tiên năm 1924.